# Mojaisk
Mojaisk (em russo:  Можайск) é uma cidade na Rússia, no oblast de Moscou. 
População: 30,5 mil habitantes (2009).
A cidade fica no rio Moscou e na linha ferroviária Moscou - Minsk.
Mojaisk é conhecido desde 1231.
A cidade é renomado do seu produto de leite ("leite de Mojaisk") e muitas casas de saúde nos seus arredores. 

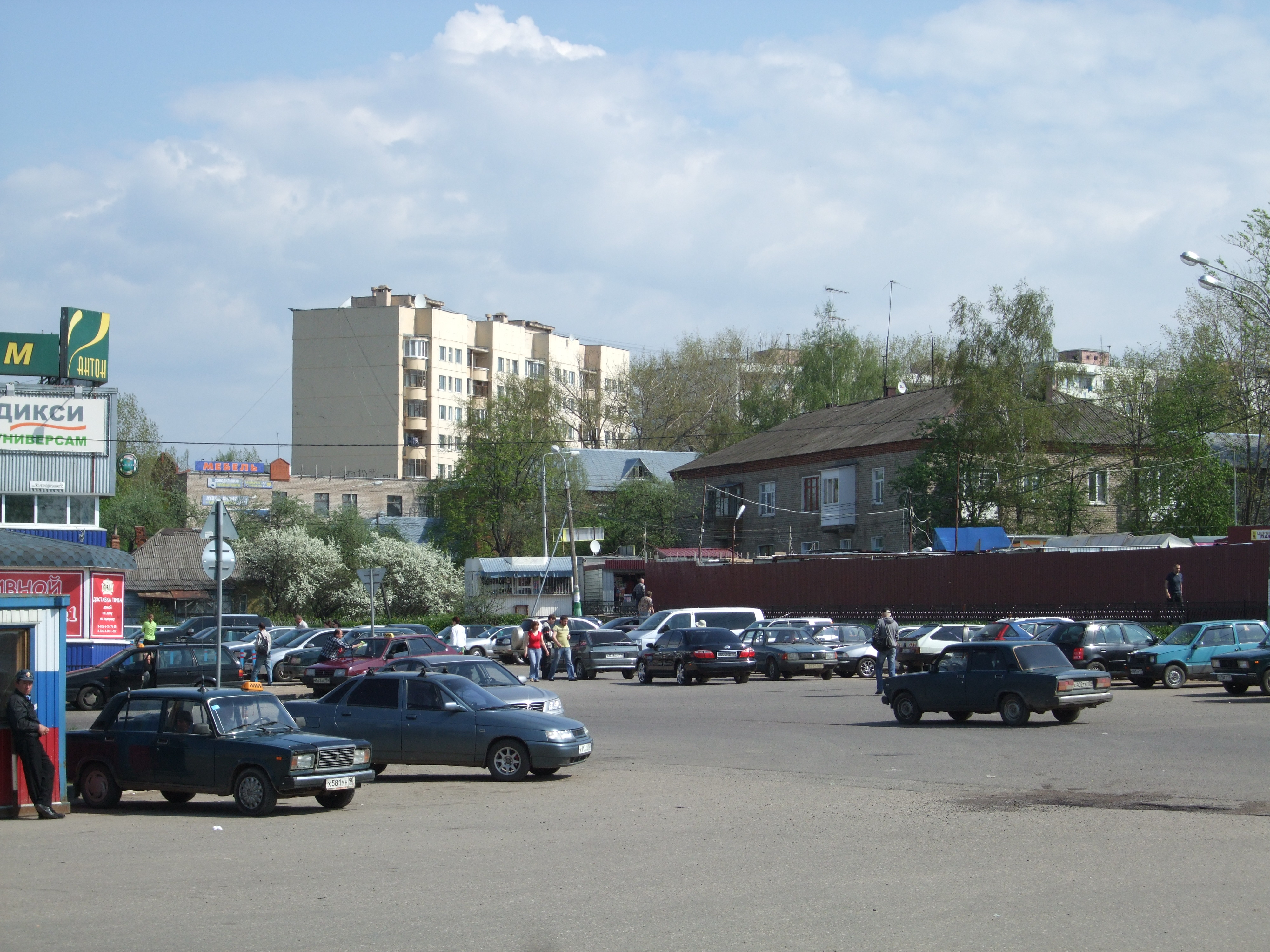
Uma praça perto da estação ferroviária
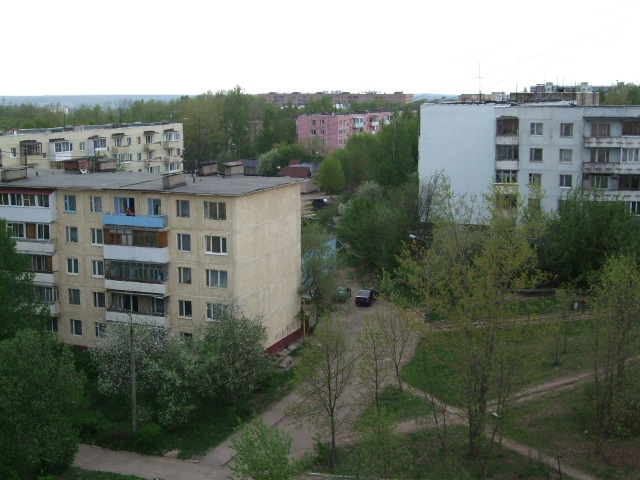
Um bairro da cidade